# Digama culta
Digama culta är en fjärilsart som beskrevs av Jacob Hübner 1825. Digama culta ingår i släktet Digama och familjen björnspinnare. Inga underarter finns listade i Catalogue of Life.